# Maximiliano Centurión
Maximiliano Centurión (Pablo Podestá, 20 febbraio 1999) è un calciatore argentino, difensore del Sud América.

## Caratteristiche tecniche
È un difensore centrale.

## Carriera

### Nazionale
Con la nazionale Under-20 argentina ha preso parte al campionato mondiale di calcio Under-20 2019.